# Jermaine Brown
Pour les articles homonymes, voir Brown.
Jermaine Brown (né le 4 juillet 1991) est un athlète jamaïcain, spécialiste des épreuves de sprint.

## Biographie
En 2014, il remporte la médaille d'or du relais 4 × 200 mètres lors des premiers relais mondiaux de l'IAAF, à Nassau aux Bahamas, en compagnie de Nickel Ashmeade, Warren Weir et Yohan Blake. L'équipe de Jamaïque, qui devance Saint-Christophe-et-Niévès et la France, établit un nouveau record du monde en 1 min 18 s 63, améliorant de 5/100e la précédente meilleure marque mondiale détenue depuis 1983 par les États-Unis.
Avec les Yohan Blake, Warren Weir, Tyquendo Tracey, Kemar Bailey-Cole, Nickel Ashmeade, Julian Forte, Dexter Lee et autres Jason Young, il représente la nouvelle génération d'étoiles montantes du sprint jamaïcain.

## Palmarès
| Date | Compétition               | Lieu   | Résultat | Épreuve   | Temps         |
| ---- | ------------------------- | ------ | -------- | --------- | ------------- |
| 2014 | Relais mondiaux de l'IAAF | Nassau | 1er      | 4 × 200 m | 1 min 18 s 63 |

### Records
| Épreuve | Performance | Lieu   | Date         |
| ------- | ----------- | ------ | ------------ |
| 200 m   | 20 s 28     | Mexico | 16 août 2014 |